# Leona (Texas)
Leona è un comune (city) degli Stati Uniti d'America della contea di Leon nello Stato del Texas. La popolazione era di 175 abitanti al censimento del 2010.

## Geografia fisica
Secondo lo United States Census Bureau, la città ha una superficie totale di 5,76 km², dei quali 5,76 km² di territorio e 0 km² di acque interne (0% del totale).

## Società

### Evoluzione demografica
Secondo il censimento del 2010, la popolazione era di 175 abitanti.

### Etnie e minoranze straniere
Secondo il censimento del 2010, la composizione etnica della città era formata dal 91,43% di bianchi, il 5,14% di afroamericani, lo 0% di nativi americani, l'1,14% di asiatici, lo 0% di oceanici, il 2,29% di altre razze, e lo 0% di due o più etnie. Ispanici o latinos di qualunque razza erano il 6,29% della popolazione.